# Babe Dye
Cecil Henry "Babe" Dye, född 13 maj 1898 i Hamilton i Ontario, död 3 januari 1962 i Chicago i Illinois, var en kanadensisk professionell ishockeyspelare.
Babe Dye spelade i NHL åren 1919–1930 för Toronto St. Patricks, Hamilton Tigers, Chicago Black Hawks, New York Americans och Toronto Maple Leafs. Han vann Stanley Cup med Toronto St. Patricks 1922.
Dye spelade även professionell baseboll för Toronto Maple Leafs, Brantford Baseball Club, Buffalo Bisons och Baltimore Orioles, samt kanadensisk fotboll för Toronto Argonauts.
Babe Dye valdes in i Hockey Hall of Fame 1970.

## NHL

### Toronto St. Patricks
Babe Dye debuterade i NHL för Toronto St. Patricks säsongen 1919–20 och gjorde 11 mål och 3 assists för 14 poäng på 23 matcher. Under sin andra säsong i ligan, 1920–21, var han utlånad under en match till Hamilton Tigers och gjorde två mål. Resten av säsongen spelade han för St. Patricks och gjorde 33 mål och 5 assists för 38 poäng på 23 matcher. Dyes 35 mål 1920–21 var flest av alla spelare i ligan och han slutade även tvåa i poängligan bakom Newsy Lalonde. Säsongen 1921–22 vann Dye Stanley Cup med St. Patricks efter att ha besegrat Vancouver Millionaires med 3-2 i matcher.
Dye skulle under det tidiga 1920-talet etablera sig som en av ligans allra målfarligaste spelare. Säsongerna 1922–23 och 1924–25 gjorde han flest mål i ligan med 26 respektive 38 mål. Säsongerna 1921–22 och 1923–24 slutade han tvåa i målligan. 1922–23 och 1924–25 vann han dessutom NHL:s poängliga. 

### Chicago Black Hawks
1926 sålde St. Patricks Babe Dye till Chicago Black Hawks. Under sin enda hela säsong med Black Hawks, 1926–27, gjorde han 25 mål och 5 assists för 30 poäng på 41 matcher. Därefter bidrog skador till att Dyes effektivitet som spelare helt försvann och 1928 sålde Black Hawks honom till New York Americans.

### New York Americans
Dye spelade 42 matcher för New York Americans säsongen 1928–29 men var en skugga av sitt forna jag då han endast gjorde ett mål och drog på sig 17 utvisningsminuter. Americans bytte bort Dye till New Haven Eagles i Canadian-American Hockey League i november 1929.

### Toronto Maple Leafs
Efter en säsong i New Haven Eagles skrev Dye 1930 på som free agent för Toronto Maple Leafs, som hans gamla klubb Toronto St. Patricks bytt namn till. Det blev sex matcher och noll poäng för Dye i Maple Leafs innan parterna skildes åt i december 1930. Maple Leafs skulle bli Dyes sista stopp som ishockeyspelare.

## Meriter
- Stanley Cup – 1921–22
- Vinnare av NHL:s poängliga – 1922–23 och 1924–25
- Vinnare av NHL:s målliga – 1920–21, 1922–23 och 1924–25

## Statistik
CAHL = Canadian-American Hockey League
| 1919–20    | Toronto St. Patricks | NHL        | 23  | 11  | 3  | 14  | 10  | —  | —  | — | —  | —  |
| 1920–21    | Hamilton Tigers      | NHL        | 1   | 2   | 0  | 2   | 0   | —  | —  | — | —  | —  |
|            | Toronto St. Patricks | NHL        | 23  | 33  | 5  | 38  | 32  | 2  | 0  | 0 | 0  | 7  |
| 1921–22    | Toronto St. Patricks | NHL        | 24  | 31  | 7  | 38  | 39  | 7  | 11 | 1 | 12 | 5  |
| 1922–23    | Toronto St. Patricks | NHL        | 22  | 26  | 11 | 37  | 19  | —  | —  | — | —  | —  |
| 1923–24    | Toronto St. Patricks | NHL        | 19  | 16  | 3  | 19  | 23  | —  | —  | — | —  | —  |
| 1924–25    | Toronto St. Patricks | NHL        | 29  | 38  | 6  | 44  | 41  | 2  | 0  | 0 | 0  | 0  |
| 1925–26    | Toronto St. Patricks | NHL        | 31  | 18  | 5  | 23  | 26  | —  | —  | — | —  | —  |
| 1926–27    | Chicago Black Hawks  | NHL        | 41  | 25  | 5  | 30  | 14  | 2  | 0  | 0 | 0  | 2  |
| 1927–28    | Chicago Black Hawks  | NHL        | 10  | 0   | 0  | 0   | 0   | —  | —  | — | —  | —  |
| 1928–29    | New York Americans   | NHL        | 42  | 1   | 0  | 1   | 17  | 2  | 0  | 0 | 0  | 0  |
| 1929–30    | New Haven Eagles     | CAHL       | 34  | 11  | 4  | 15  | 16  | —  | —  | — | —  | —  |
| 1930–31    | Toronto Maple Leafs  | NHL        | 6   | 0   | 0  | 0   | 0   | —  | —  | — | —  | —  |
| NHL totalt | NHL totalt           | NHL totalt | 271 | 201 | 47 | 248 | 221 | 15 | 11 | 1 | 12 | 14 |